# Kelly Kryczka
Kelly Kryczka, född den 8 juli 1961 i Calgary, Kanada, är en kanadensisk konstsimmare.
Hon tog OS-silver i duett i konstsim i samband med de olympiska konstsimstävlingarna 1984 i Los Angeles.